# Nino Ricci
Nino Ricci, född 1959 i Leamington, är en kanadensisk författare.  
Riccis föräldrar var italienska immigranter från Isernia, Molise. Han studerade vid York University där han tog examen i engelsk litteratur, kreativt skrivande samt kanadensisk litteratur. Därefter reste han runt i Europa och Afrika. Han stannade i Nigeria i två år där han arbetade som lärare och undervisade i Engelsk litteratur och det engelska språket.
Riccis första roman Lives of the Saints blev en framgång både hos kritikerna och kommersiellt och vann ett flertal priser.